# Arenal (Honduras)
Arenal is een gemeente (gemeentecode 1802) in het departement Yoro in Honduras.
Het dorp bevindt zich in de Vallei van Olanchito, aan de rivier Aguáno Romano. Dichtbij staat de berg Pueblo Nuevo.
In 1848 werd Arenal een zelfstandige gemeente. In 1855 werd het echter bij Olanchito gevoegd. Uiteindelijk werd het in 1856 toch zelfstandig.

## Bevolking
De bevolking is als volgt verdeeld:
| Vrouwen | 2991 | 50% |
| Mannen  | 2992 | 50% |

## Dorpen
De gemeente bestaat uit zeven dorpen (aldea), waarvan het grootste qua inwoneraantal: Arenal  (code 180201).